# Chrysosoma obscuratum
Chrysosoma obscuratum är en tvåvingeart som först beskrevs av Wulp 1884.  Chrysosoma obscuratum ingår i släktet Chrysosoma och familjen styltflugor. Inga underarter finns listade i Catalogue of Life.